# 皮亞薩 (伊利諾伊州)
皮亞薩（英語：Piasa）是位於美國伊利諾伊州馬庫平縣的一個非建制地區。該地的面積和人口皆未知。

## 地理
皮亞薩的座標為39°06′57″N 90°07′25″W / 39.11583°N 90.12361°W，而該地的平均海拔高度為181米（即594英尺）。